# Hernádgecse
Hernádgecse (szlovákul: Geča) község Szlovákiában, a Kassai kerület Kassa-környéki járásában. Alsó- és Felsőgecse egyesítésével jött létre.[forrás?]

## Fekvése
Kassától 12 km-re, délkeletre fekszik.

## Története
1255-ben IV. Béla oklevelében „Jeche” néven említik először, de már a tatárjárás előtt is létezett. Neve a Gergely személynév régi alakjából, a Gecse személynévből származik. 1255-ben a királyi birtokot IV. Béla a jászói prépostságnak adja. Az 1332 és 1337 között felvett pápai tizedjegyzék említi a Mindenszentek tiszteletére szentelt templomát. 1427-ben Felsőgecsének 8, Alsógecsének 4 portája volt. Az előbbi Gecsei János, az utóbbi Gecsei László birtoka. 1470-ben 8 adózó portát számláltak a településen. 1514-ben említik a falu Benedek nevű plébánosát. 1560-ban a két falurész Kis- és Nagygecse néven szerepel. 1565-ben és 1715-ben 5 portája volt. 1746-ban 60 felnőtt lakos élt a településen. 1772-ben a Dessewffy család birtoka 9 adózó portával.
A 18. század végén Vályi András így ír róla: „GECSE. Tót falu Abauj Vármegyében, földes Ura B. Orbán, és Desőfy Uraságok, lakosai katolikusok, fekszik Kassához egy mértföldnyire, ’s a’ földes Uraságoknak szép kastéllyaival díszesíttetik, határjában minden javai vagynak, ’s Kassa Városának szomszédságában lévén, vagyonnyait jó áron eladhattya, első Osztálybéli.”
1828-ban 81 házában 546 lakos élt. Fényes Elek 1851-ben kiadott geográfiai szótárában így ír a faluról: „Gecse (Alsó, Felső), 2 tót-magy. falu, Abauj vmegyében, a Hernád völgyében: 511 r. kath., 5 ref., 10 zsidó lak., egy kastélylyal. F. u. Horváth, Desseöffy.” 1869-ben 435-en lakták.
Borovszky Samu monográfiasorozatának Abaúj-Torna vármegyét tárgyaló része szerint: „Koksó-Baksától nyugatra, a kassa-ujhelyi országut mellett vannak az u. n. »aprófalvak«, ugymint [...] Gecse, 62 házzal 503 magyar és tót ajku lakossal. Mind az öt kisközségnek a postája és táviró-állomása Csány. Eredetileg, a személy- és dülőnevek bizonysága szerint, magyarok lakták ezt az öt falut is, de a kurucz háboruk lezajlása után betelepitett tótok eltótositották. Lakosaik közül sokan vándoroltak ki Amerikába, otthagyván gazdátlanul apró házaikat, melyek egymásután düledeznek össze.”
A trianoni diktátumig Abaúj-Torna vármegye Kassai járásához tartozott, majd az új Csehszlovák államhoz csatolták. 1938 és 1945 között ismét Magyarország része.

## Népessége
| Év:            | 1994. | 2004.    | 2014.    | 2024.    |
| -------------- | ----- | -------- | -------- | -------- |
| Emberek száma: | 1295  | 1496     | 1660     | 1898     |
| Eltérés:       |       | +15,52 % | +10,96 % | +14,33 % |

| Év:            | 2023. | 2024.   |
| -------------- | ----- | ------- |
| Emberek száma: | 1904  | 1898    |
| Eltérés:       |       | -0,31 % |

1910-ben 505-en, többségében szlovák anyanyelvűek lakták, jelentős magyar kisebbséggel.
2001-ben 1482 lakosából 1463 szlovák volt.
2011-ben 1622 lakosából 1569 szlovák volt.

## Neves személyek
- Itt született 1970-ben Jozef Majoroš szlovák válogatott labdarúgó.

## Nevezetességei
- Szűz Mária születése tiszteletére szentelt, római katolikus temploma a 17. században eredetileg kastélynak épült. 1760-ban az átépítés után szentelték fel, eredetileg Szűz Mária megkoronázása tiszteletére.
- A falu déli részén álló nemesi kúria a 18. században épült, kis parkban áll.